# Mebeverin
A mebeverin a gyomor-bél rendszer simaizomzatára közvetlenül ható görcsoldó gyógyszer, ami anélkül oldja a görcsöket, hogy befolyásolná a normál bélmotilitást. Mivel hatása nem a vegetatív idegrendszer közvetítésével érvényesül, antikolinerg mellékhatása nincs. A mebeverint szedhetik prosztatatúltengésben, valamint glaukómában szenvedő betegek is.

## Fordítás
- Ez a szócikk részben vagy egészben  a   Mebeverine című angol Wikipédia-szócikk fordításán alapul.  Az eredeti cikk szerkesztőit annak laptörténete sorolja fel. Ez a jelzés csupán a megfogalmazás eredetét és a szerzői jogokat jelzi, nem szolgál a cikkben szereplő információk forrásmegjelöléseként.